# لينك آند كو
لينك آند كو هي علامة تجارية صينية سويدية للسيارات مملوكة من مجموعة تشجيانغ جيلي القابضة. تأسست الشركة في مدينة غوتنبرج، السويد في عام 2016، وترتكز العلامة التجارية في صناعتها على الحداثة والتطور من خلال الإعتماد الكبير على الاتصال بالإنترنت بالإضافة الى نماذج العربات المبتكرة والعصرية، وتستهدف فئة ديموغرافية مهنية شابة بإعتبار اهتمامها الكبير بكل ما هو حديث وعصري ومرتبط بالإنترنت كما اسم الشركة "لينك".

## النماذج
أعلنت لينك آند كو عن ثلاثة طرازات مخصصة للإنتاج، وكلها تعتمد على منصة الهندسة المعيارية المدمجة (CMA) التي طورتها شركة CEVT وتستخدمها أيضًا فولفو. كان أول منتج أعلنت عنه لينك آند كو هو كروس أوفر 01، وهو إصدار الإنتاج الذي تم عرضه لأول مرة في معرض شنغهاي للسيارات عام 2017. بدأ إنتاج عربة 01 لأول مرة في الصين في عام 2017. تم عرض مفهوم النموذج الثاني، بمسمى 03 سيدان، لأول مرة خلال فترة إنتاج 01 في شنغهاي. أما لنموذج الثالث، الذي يعتمد أيضًا على المنصة المشتركة مع فولفو XC40، فهو 02 والذي يعتبر أصغر حجما من النوع01.
النماذج الحالية هي كما يلي:

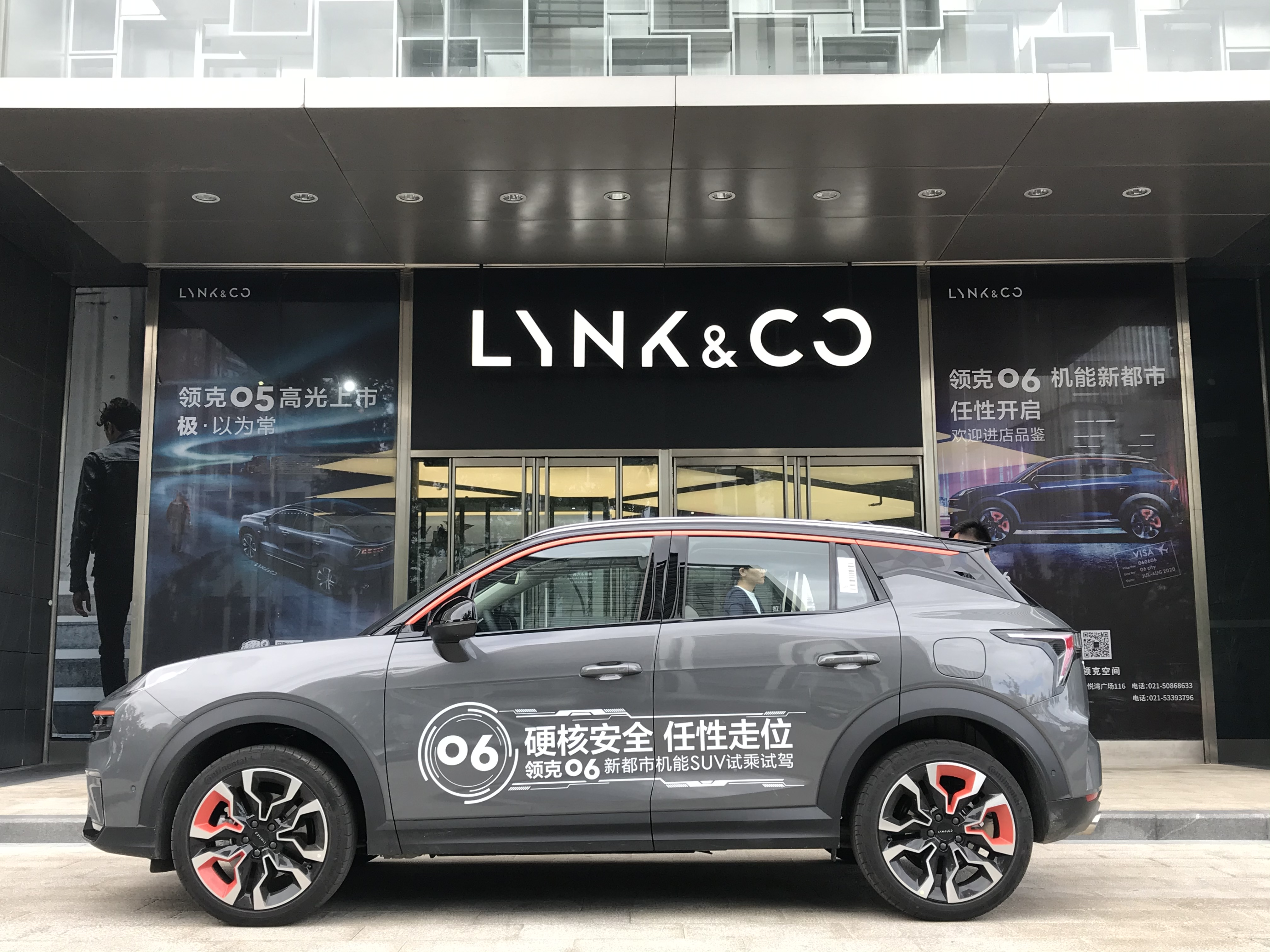
سيارة 06 من لينك آند كو وشعار الشركة

- Lynk&Co 01 (2017 إلى الوقت الحاضر)، سيارة دفع رباعي مدمجة
- Lynk&Co 02 (2018 إلى الوقت الحاضر)، سيارة هاتشباك مدمجة وسيارة رياضية متعددة الاستخدامات مدمجة
- Lynk&Co 03 (2018 إلى الوقت الحاضر)، سيارة سيدان مدمجة
- Lynk&Co 04 (2020 إلى الوقت الحاضر)، سكوتر كهربائي تم إطلاقه مع 06 بالاشتراك مع Ninebot [7]
- Lynk&Co 05 (2019 إلى الوقت الحاضر)، سيارة كوبيه SUV مدمجة تعتمد على 01
- Lynk&Co 06 (2020 إلى الوقت الحاضر)، سيارة رياضية متعددة الاستخدامات صغيرة الحجم
- Lynk&Co 07 سيارة SUV مدمجة ذات 7 مقاعد مشاع [8]
- Lynk&Co 09 (2021 إلى الوقت الحاضر)، سيارة دفع رباعي متوسطة الحجم [9]

كانت لينك آند كو قد خططت في الأصل لإطلاق السيارة 04 كسيارة هاتشباك صغيرة الحجم  - ولكن بحلول عام 2020 تم إلغاؤها وخصصت لوحة الاسم لدراجة كهربائية بدلاً من ذلك.

## المبيعات
تستخدم لينك آند كو نموذج مبيعات مباشر من المُصنّع إلى المستهلك في معظم الأسواق، على عكس نموذج البيع التقليدي، إذ تأثرت الشركة بـ تسلا موتورز التي حققت نجاحًا في المبيعات المباشرة. يتم طلب كل سيارة مباشرة من قبل المشتري ويتم تعديلها حسب رغبة المشتري باستخدام حزم المعدات، إما عبر الإنترنت أو عبر منفذ بيع بالتجزئة.
افتتحت العلامة التجارية 221 منفذًا للبيع بالتجزئة في الصين اعتبارًا من عام 2019، وتوسعت بعد ذلك بشكل سريع نحو أوروبا في عام 2020.
تقدم لينك آند كو أيضًا خدمة قائمة على الاشتراك للعملاء.
وفقط في أول عام كامل للعلامة التجارية الجديدة في السوق، استطاعت الشركة بيع 120،414 سيارة في الصين لعام 2018 حيث يعتبر رقم جيد بالنسبة لعمر الشركة.

## صالة عرض

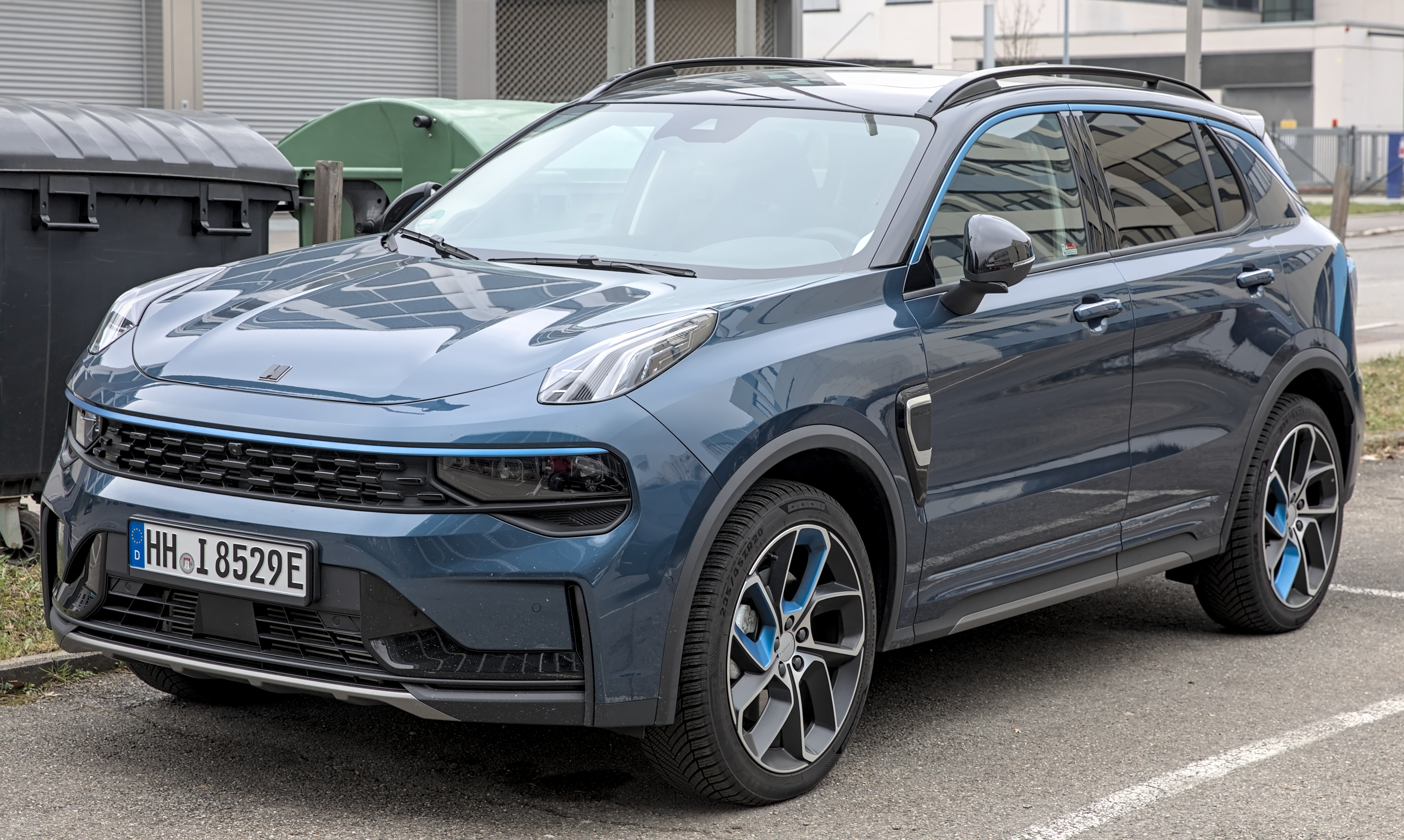
لينك آند كو 01
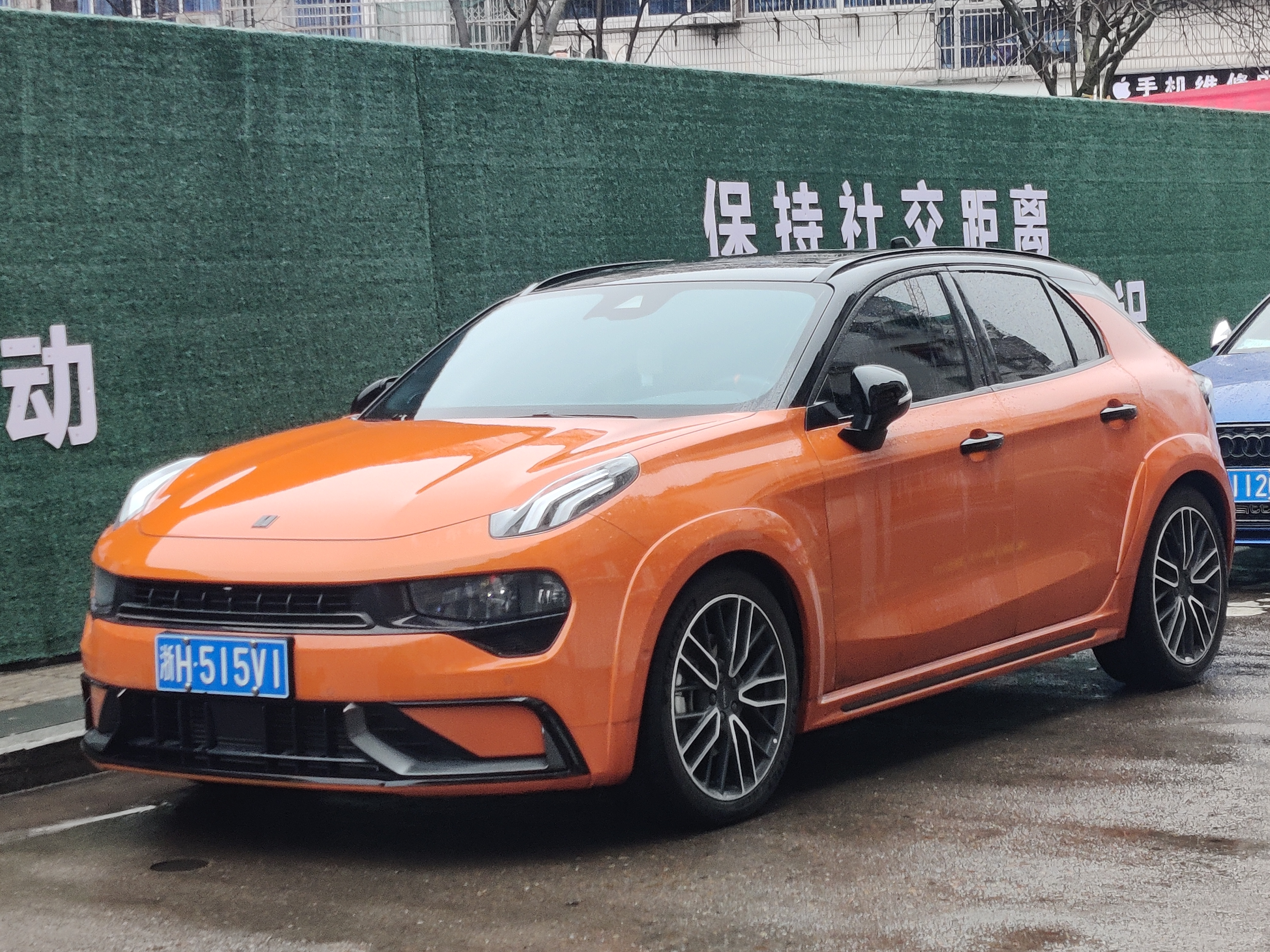
لينك آند كو 02 هاتشباك
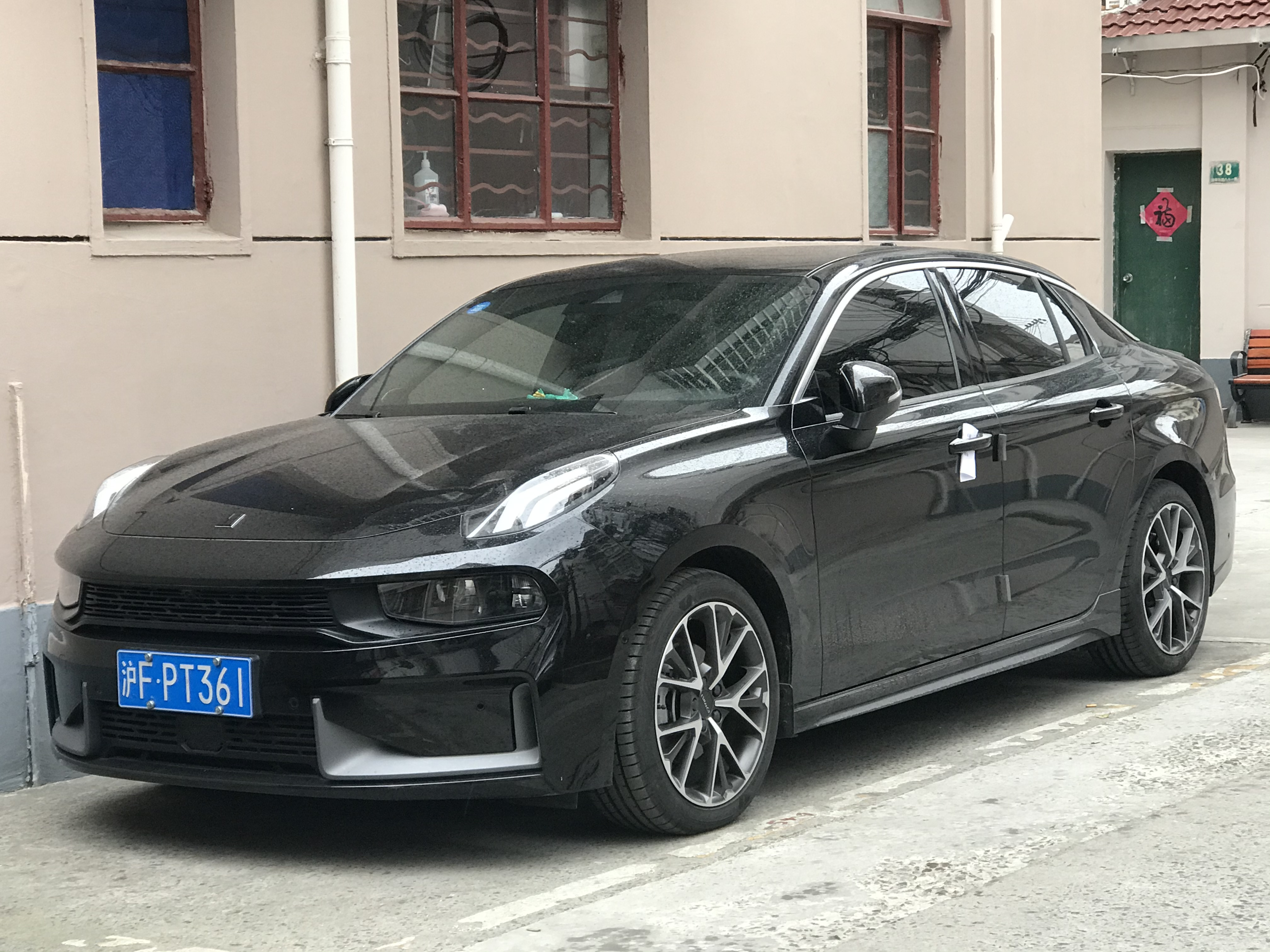
لينك آند كو 03
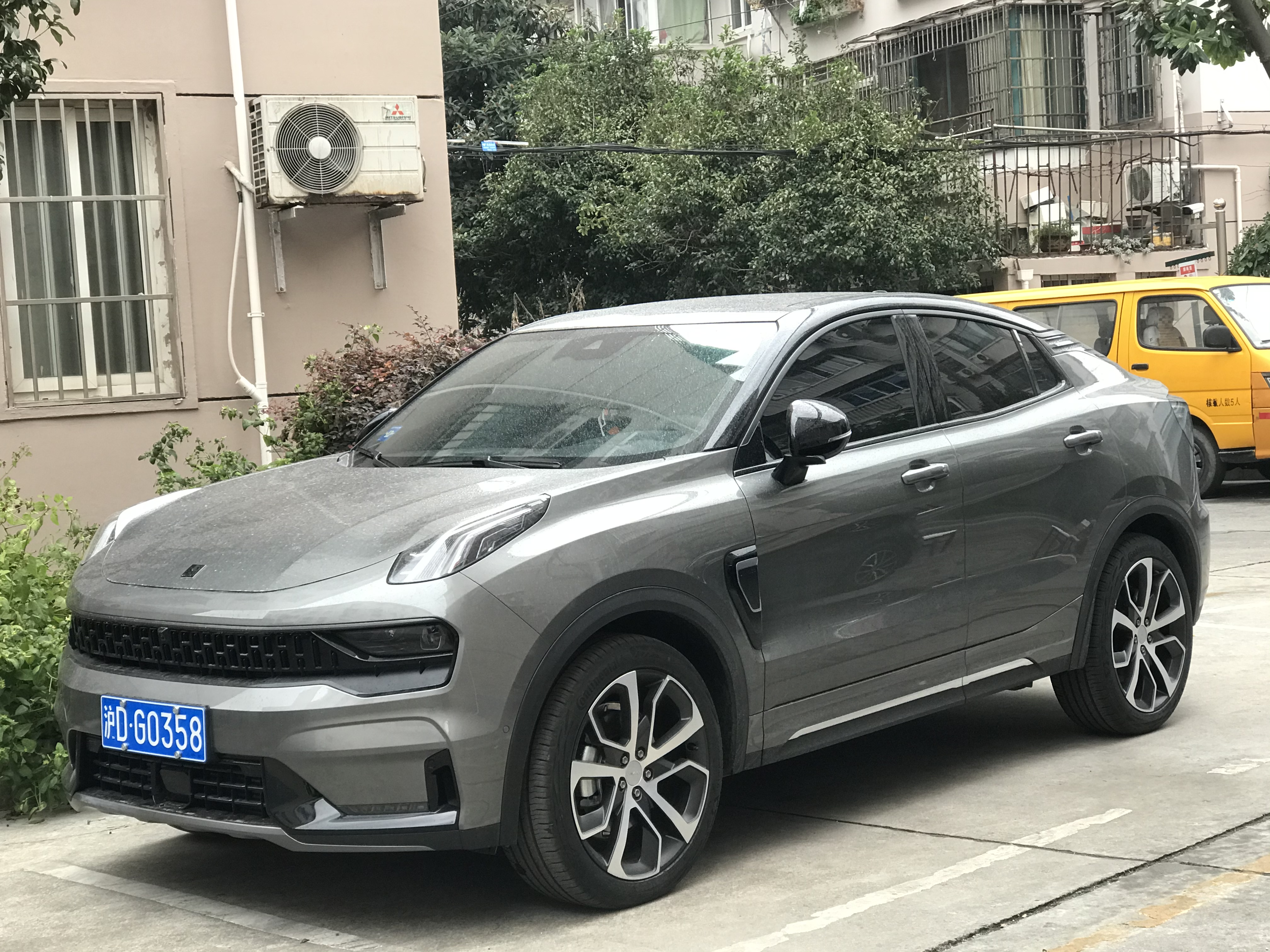
لينك آند كو 05
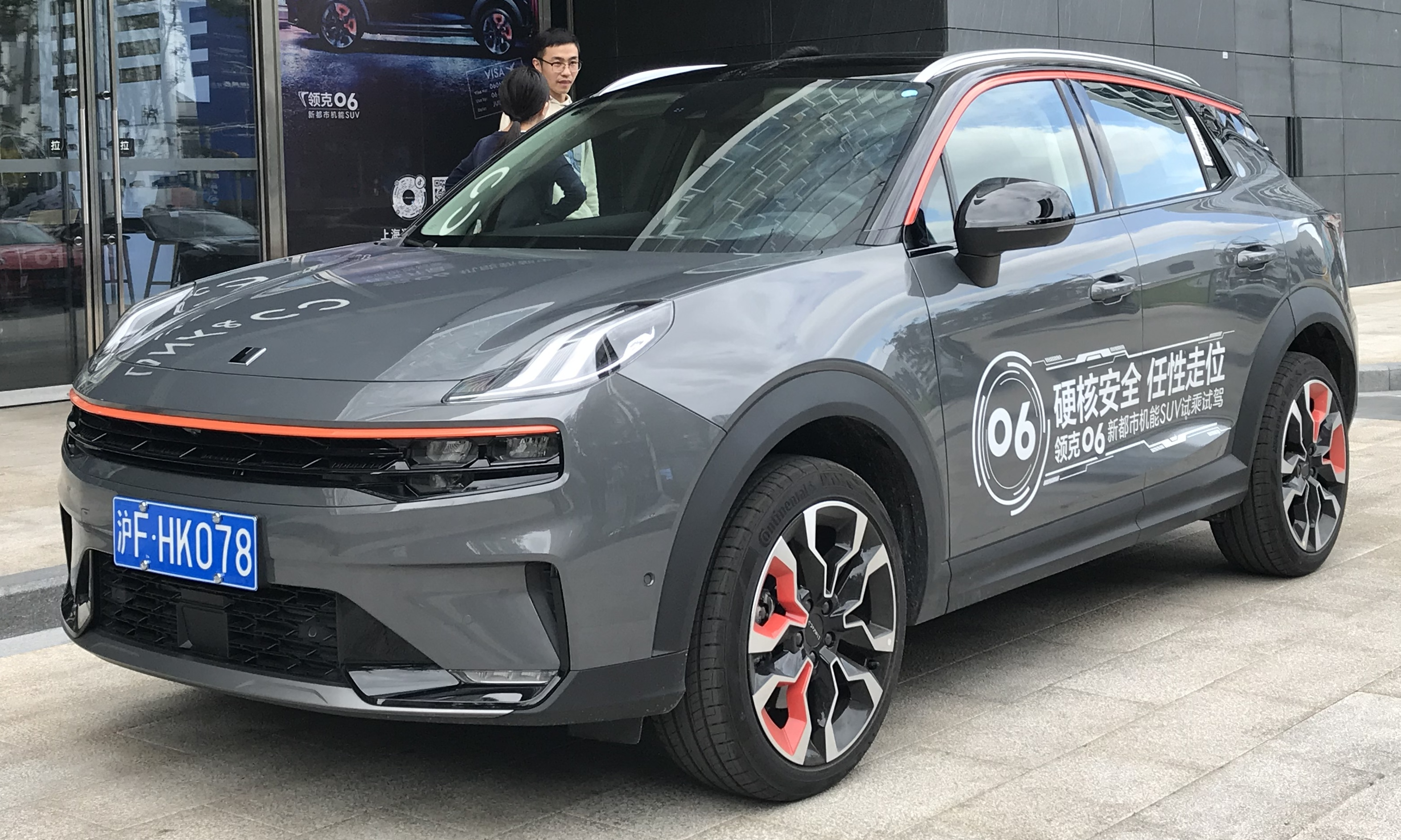
لينك آند كو 06
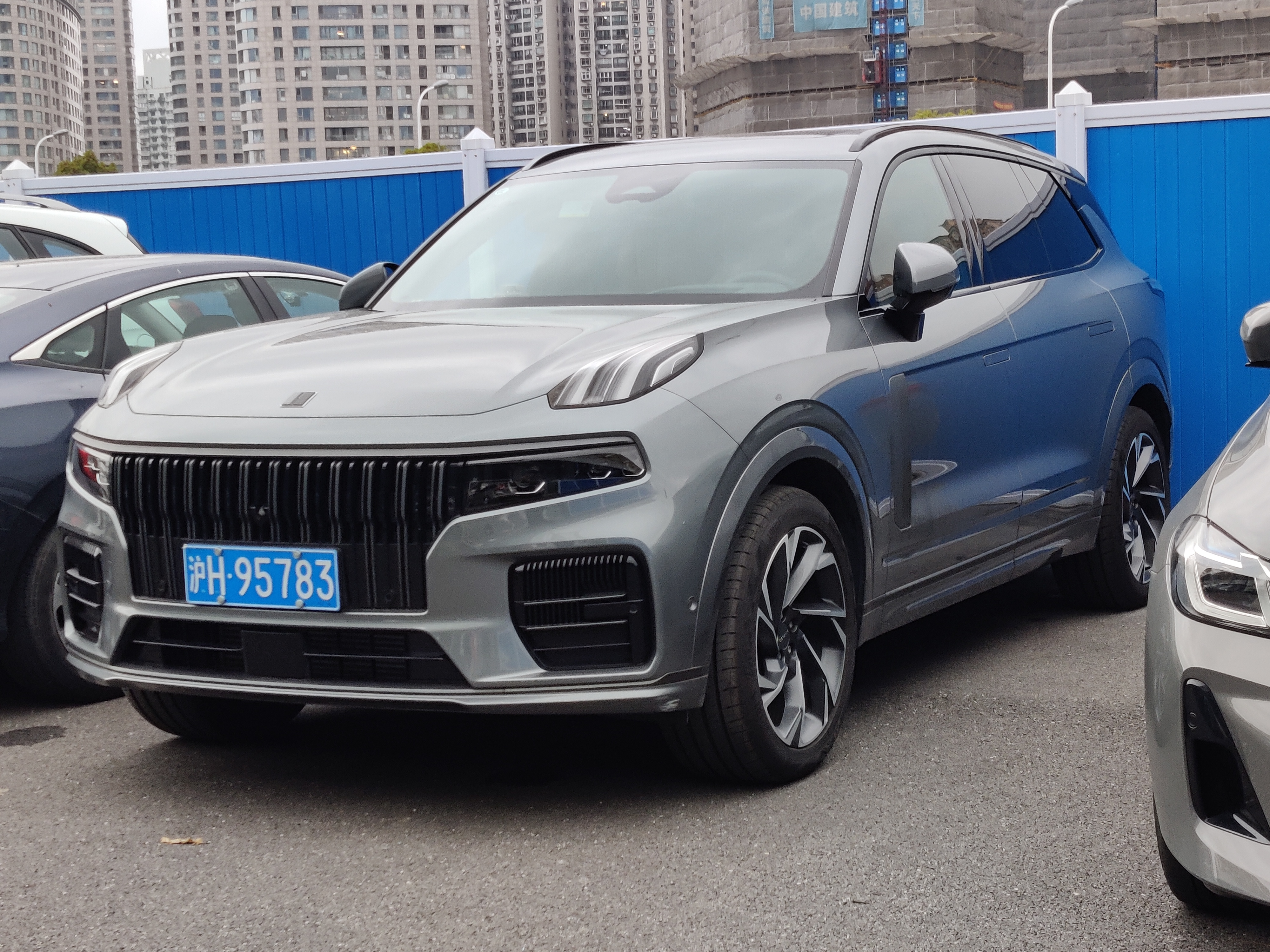
لينك آند كو 09

## روابط خارجية
- موقع رسمي